# Clásica de Almería 2019
La 32.ª edición de la clásica ciclista Clásica de Almería fue una carrera en España que se celebró el 17 de febrero de 2019 sobre un recorrido de 185 kilómetros con inicio en la ciudad de Almería y final en el municipio de Roquetas de Mar.
La carrera formó parte del UCI Europe Tour 2019, dentro de la categoría 1.HC. El vencedor fue el alemán Pascal Ackermann del Bora-Hansgrohe seguido del también alemán Marcel Kittel del Katusha-Alpecin y el esloveno Luka Mezgec del Mitchelton-Scott.

## Equipos participantes
Tomaron parte en la carrera 17 equipos: 6 de categoría UCI WorldTeam y 11 de categoría Profesional Continental. Formando así un pelotón de 115 ciclistas de los que acabaron 46. Los equipos participantes fueron:
| WorldTeams (6)- Mitchelton-Scott - Bora-hansgrohe - CCC Team - Katusha-Alpecin - Movistar Team - Astana Equipos continentales profesionales (11)- Sport Vlaanderen-Baloise - Wanty-Groupe Gobert - Gazprom-RusVelo - Cofidis, Solutions Crédits - Euskadi Basque Country-Murias - Direct Énergie - Caja Rural-Seguros RGA - Roompot-Charles - Burgos-BH - Vital Concept-B&B Hotels - Rally UHC Cycling |
| |

## Clasificación final
- Las clasificaciones finalizaron de la siguiente forma:[3]

| \| Clasificación general \| Clasificación general \| Clasificación general \| Clasificación general \| Clasificación general \| \| Ciclista \| Ciclista \| Equipo \| Tiempo \| \| \| --------------------- \| --------------------- \| -------------------------- \| --------------------- \| --------------------- \| \| 1.º \| Pascal Ackermann \| Bora-Hansgrohe \| 4 h 27 min 58 s \| \| \| 2.º \| Marcel Kittel \| Katusha-Alpecin \| + 0 s \| \| \| 3.º \| Luka Mezgec \| Mitchelton-Scott \| + 0 s \| \| \| 4.º \| Carlos Barbero \| Movistar Team \| + 0 s \| \| \| 5.º \| José Joaquín Rojas \| Movistar Team \| + 0 s \| \| \| 6.º \| Thomas Boudat \| Direct Énergie \| + 0 s \| \| \| 7.º \| Edward Planckaert \| Sport Vlaanderen-Baloise \| + 0 s \| \| \| 8.º \| Lars Boom \| Roompot-Charles \| + 0 s \| \| \| 9.º \| Sjoerd van Ginneken \| Roompot-Charles \| + 0 s \| \| \| 10.º \| Pieter Vanspeybrouck \| Wanty-Gobert \| + 0 s \| \| \| 11.º \| José Herrada \| Cofidis, Solutions Crédits \| + 0 s \| \| \| 12.º \| Jean-Pierre Drucker \| Bora-Hansgrohe \| + 0 s \| \| \| 13.º \| Matteo Trentin \| Mitchelton-Scott \| + 0 s \| \| \| 14.º \| Luis León Sánchez \| Astana \| + 0 s \| \| \| 15.º \| Marco Mathis \| Cofidis, Solutions Crédits \| + 0 s \| \| |                      |                            |                 |
| |                      |                            |                 |
| Fuente: ProCyclingStats |                      |                            |                 |
| Clasificación general |                      |                            |                 |
| Ciclista | Ciclista             | Equipo                     | Tiempo          |
| 1.º | Pascal Ackermann     | Bora-Hansgrohe             | 4 h 27 min 58 s |
| 2.º | Marcel Kittel        | Katusha-Alpecin            | + 0 s           |
| 3.º | Luka Mezgec          | Mitchelton-Scott           | + 0 s           |
| 4.º | Carlos Barbero       | Movistar Team              | + 0 s           |
| 5.º | José Joaquín Rojas   | Movistar Team              | + 0 s           |
| 6.º | Thomas Boudat        | Direct Énergie             | + 0 s           |
| 7.º | Edward Planckaert    | Sport Vlaanderen-Baloise   | + 0 s           |
| 8.º | Lars Boom            | Roompot-Charles            | + 0 s           |
| 9.º | Sjoerd van Ginneken  | Roompot-Charles            | + 0 s           |
| 10.º | Pieter Vanspeybrouck | Wanty-Gobert               | + 0 s           |
| 11.º | José Herrada         | Cofidis, Solutions Crédits | + 0 s           |
| 12.º | Jean-Pierre Drucker  | Bora-Hansgrohe             | + 0 s           |
| 13.º | Matteo Trentin       | Mitchelton-Scott           | + 0 s           |
| 14.º | Luis León Sánchez    | Astana                     | + 0 s           |
| 15.º | Marco Mathis         | Cofidis, Solutions Crédits | + 0 s           |

## UCI World Ranking
La Clásica de Almería otorgó puntos para el UCI World Ranking para corredores de los equipos en las categorías UCI WorldTeam, Profesional Continental y Equipos Continentales. Las siguientes tablas son el baremo de puntuación y los corredores que obtuvieron puntos:
| Posición              | 1.º | 2.º | 3.º | 4.º | 5.º | 6.º | 7.º | 8.º | 9.º | 10.º | 11.ª | 12.ª | 13.ª | 14.ª | 15.ª | 16.ª-29.ª | 31.ª-40.ª |
| Clasificación general | 200 | 150 | 125 | 100 | 85  | 70  | 60  | 50  | 40  | 35   | 30   | 25   | 20   | 15   | 10   | 5         | 3         |

| Clasificación |                      |                          |         |
| Posición      | Ciclista             | Equipo                   | General |
| ------------- | -------------------- | ------------------------ | ------- |
| 1.º           | Pascal Ackermann     | Bora-Hansgrohe           | 200     |
| 2.º           | Marcel Kittel        | Katusha-Alpecin          | 150     |
| 3.º           | Luka Mezgec          | Mitchelton-Scott         | 125     |
| 4.º           | Carlos Barbero       | Movistar                 | 100     |
| 5.º           | José Joaquín Rojas   | Movistar                 | 85      |
| 6.º           | Thomas Boudat        | Direct Énergie           | 70      |
| 7.º           | Edward Planckaert    | Sport Vlaanderen-Baloise | 60      |
| 8.º           | Lars Boom            | Roompot-Charles          | 50      |
| 9.º           | Sjoerd van Ginneken  | Roompot-Charles          | 40      |
| 10.º          | Pieter Vanspeybrouck | Wanty-Gobert             | 35      |